# ميدل ميست
زهرة ميدل ميست، وبالانجليزية "Middlemist"، هي زهرة يميل لونها إلى اللون الوردي الجميل، وهي أقرب إلى زهرة الكاميليا (camellia). ويرجع موطنها الأصلي إلى بلاد الصين. أما اليوم فهي لا تنمو الا في موقعين فقط حول العالم، وهما في إحدى ولايات نيوزيلاندا وحديقة تشيسوك في انجلترا. تعد هذه الزهرة من الزهور النادرة جدا التي يخشى عليها من الانقراض ولذلك تسعى حديقة تشيسوك لزراعة المزيد من تلك الازهار من اجل الحفاظ على هذا النوع من الانقراض.

## تسميتها
يعود سبب تسميتها إلى جون ميدل ميست، إلى اسم بستاني أنشأ حضانة في Kensington، في شارع بريانستون بالتحديد. فكان هو أول من جلب هذا النبات المدهش من الصين إلى المملكة المتحدة في عام 1804 وزرعه في حضانته لتشتهر حضانته بهذا النوع من الزهور ، ولذلك سميت باسمه.

## وصلات خارجية
صور لزهرة الميدل ميست
فيديو مصور لزهرة الميدل ميست
فيديو زهور نادرة (ميدل ميست)